# Уклети замак
Уклети замак (фр. Le Manoir du diable) француски је црно-бели неми филм из 1896. године, редитеља Жоржа Мелијеса. Сматра се првим хорор филмом у историји. Главне улоге тумаче Жехан Д'алси и Жил Ежен Легрис. Филм говори причу о сусретању са ђаволом у различитим формама. Пошто приказује трансформацију човека у слепог миша, филм се сматра и првим вампирским филмом, који је инсипирисао бројне класике као што су Носферату – Симфонија ужаса (1922) и Дракула (1931). Филм је иновативан и по својој дужини трајања, пошто је један од првих који траје дуже од 3 минута.
Све до 1988. године, филм се сматра изгубљеним. Тада је пронађена последња копија у Филмској архиви Новог Зеланда. Године 1897. снимљен је римејк филма који је такође радио Жорж Мелијес.

## Радња
Филм почиње приказом великог слепог миша који улеће у средњовековни замак. Слепи миш наставља да лети по просторији, док се у једном тренутку не претвори у ђавола, Мефистофелеса. Он ствара  казан и свог слугу, који му помаже да призове жену из казана.
Када у просторију стигну два каваљера, изненада сви нестану. Мефистофелесов слуга се затим појављује по различитим угловима просторије и вилама боде каваљере по леђима. Један од њих се преплаши и оде, док други остаје. У тренутку када покуша да седне на клупу, на њој се створи скелет. Уплашени човек вади мач и покушава да нападне скелет, када се он претвори у слепог миша, а затим и у Мефистофелеса, који призива четири женске приказе. Оне успевају да надјачају каваљера, а док се он опоравља, пред њим се појављује жена из казана. Иако је у почетку очаран њеном лепотом, у тренутку када јој пољуби руку, Мефистофелес је претвара у старицу, а њу поново у четири приказе.
Потом се други каваљер враћа. Иако у почетку изгледа храбро, поново се уплаши и побегне, овог пута скочивши са балкона. Након што приказе нестану, први човек се суочава са Мефистофелесом лично. Мефистофелес му се полако приближава, а човек проналази велики крст којим отера ђавола.

## Улоге
| Глумац          | Улога        |
| --------------- | ------------ |
| Жехан Д'алси    | млада жена   |
| Жил Ежен Легрис | Мефистофелес |
| Жорж Мелијес    | Мефистофелес |